# Sirindhorna
Sirindhorna (podle princezny „Maha Čakri Sirindhorn“) byl rod iguanodontního býložravého dinosaura z nadčeledi Hadrosauroidea, žijícího v období spodní křídy (stupeň apt, před 125 až 113 miliony let) na území dnešního severovýchodního Thajska (provincie Nakhon Ratchasima).

## Objev
Fosilie tohoto ornitopodního dinosaura byly objeveny roku 2005 v sedimentech souvrství Khok Kruat a mají stáří kolem 120 milionů let. Ve stejném souvrství byly objeveny také fosilie rodů Psittacosaurus, Ratchasimasaurus a Siamodon. Sirindhorna je rod známý podle nálezu artikulované mozkovny a dalších lebečních prvků, označených pod katalogovým číslem NRRU3001-166 (holotyp). Rodové jméno je poctou thajské princezně Maha Čakri Sirindhorn, která se významně zasloužila o podporu paleontologie v Thajsku v posledních letech. Druhové jméno odkazuje k provincii Nakhon Ratchasima, jinak také zvané Khorat.

## Vývojové vazby
Kladistická analýza ukázala, že se jedná o vývojově primitivního (bazálního) zástupce skupiny Hadrosauroidea. Příbuznými tohoto ornitopoda byly například asijské rody Probactrosaurus a Zuoyunlong nebo severoamerické rody jako byla Eolambia či Protohadros.